# Cena Martína Fierra
Cena Martína Fierra (španělsky Premio Martín Fierro) je argentinské ocenění, které od roku 1959 každoročně uděluje Asociación de Periodistas de la Televisión y Radiofonía Argentina (APTRA, Argentinská asociace televizních a rozhlasových novinářů). Cena je udělována v několika kategoriích nejlepším pořadům a osobnostem argentinského televizního a rozhlasového vysílání. Pojmenována je podle argentinského národního eposu Martín Fierro a představuje ji soška gauča o hmotnosti dvou kilogramů.

## Historie
Od roku 1959 je cena udílena televizním projektům a osobnostem, rozhlas byl přidán až roku 1967. Mezi lety 1976 a 1986 nebyly ceny Martína Fierra kvůli politické situaci v zemi (vojenská diktatura) udělovány. Od roku 1991 existuje zvláštní zlatá cena Martína Fierra (španělsky Premio Martín Fierro de Oro), jež je určena jedné konkrétní produkci nebo osobnosti za nejvýznamnější výkon v daném roce. V letech 2008–2011 byla udělována také platinová cena (španělsky Premio Martín Fierro de Platino), o které hlasovali diváci, jež vybírali z laureátů zlaté ceny.